# العلاقات البنمية الكورية الشمالية
العلاقات البنمية الكورية الشمالية هي العلاقات الثنائية التي تجمع بين بنما وكوريا الشمالية.

## مقارنة بين البلدين
هذه مقارنة عامة ومرجعية للدولتين:
| وجه المقارنة                                              | بنما                      | كوريا الشمالية                        |
| --------------------------------------------------------- | ------------------------- | ------------------------------------- |
| المساحة (كم2)                                             | 74.18 ألف                 | 120.54 ألف                            |
| عدد السكان (نسمة)                                         | 4.10 مليون                | 25.49 مليون                           |
| الكثافة السكانية (ن./كم²)                                 | 55.27                     | 211.47                                |
| العاصمة                                                   | بنما                      | بيونغيانغ                             |
| اللغة الرسمية                                             | اللغة الإسبانية           | لغة كوريا الشمالية القياسية ‏          |
| العملة                                                    | بالبوا بنمي، دولار أمريكي | وون كوري شمالي                        |
| الناتج المحلي الإجمالي (بليون دولار)                      | 61.84 مليار               |                                       |
| الناتج المحلي الإجمالي (تعادل القوة الشرائية) بليون دولار | 87.37 مليار               |                                       |
| الناتج المحلي الإجمالي الاسمي للفرد دولار أمريكي          | 13.27 ألف                 |                                       |
| الناتج المحلي الإجمالي للفرد دولار أمريكي                 | 20.89 ألف                 |                                       |
| مؤشر التنمية البشرية                                      | 0.780                     |                                       |
| رمز المكالمات الدولي                                      | +507                      | +850                                  |
| رمز الإنترنت                                              | .pa                       | .kp                                   |
| المنطقة الزمنية                                           | 00                        | ت ع م+08:30، ت ع م+08:30، ت ع م+09:00 |

## منظمات دولية مشتركة
يشترك البلدان في عضوية مجموعة من المنظمات الدولية، منها:
| علم المنظمة | اسم المنظمة              | تاريخ انضمام بنما | تاريخ انضمام كوريا الشمالية |
| ----------- | ------------------------ | ----------------- | --------------------------- |
|             | الاتحاد الدولي للاتصالات | 14 يوليو 1914     | ?                           |
|             | الاتحاد البريدي العالمي  | ?                 | ?                           |
|             | يونسكو                   | 10 يناير 1950     | 18 أكتوبر 1974              |
|             | الأمم المتحدة            | 13 نوفمبر 1945    | 17 سبتمبر 1991              |

## وصلات خارجية
- موقع وزارة الخارجية البنمية
- موقع وزارة الخارجية الكورية الشمالية